# European Bike Week

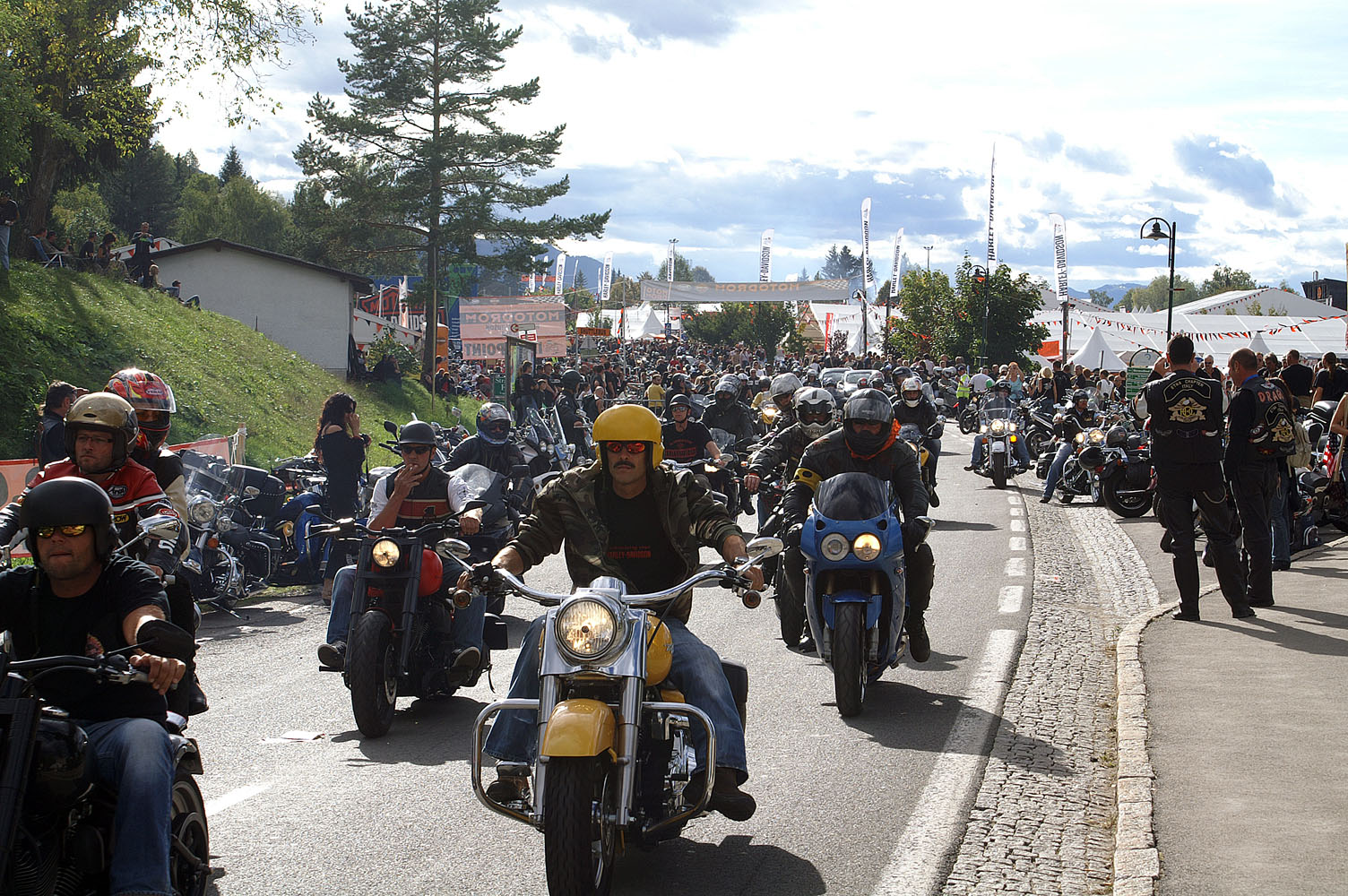
European Bike Week Fahrerparade am 8. September 2007

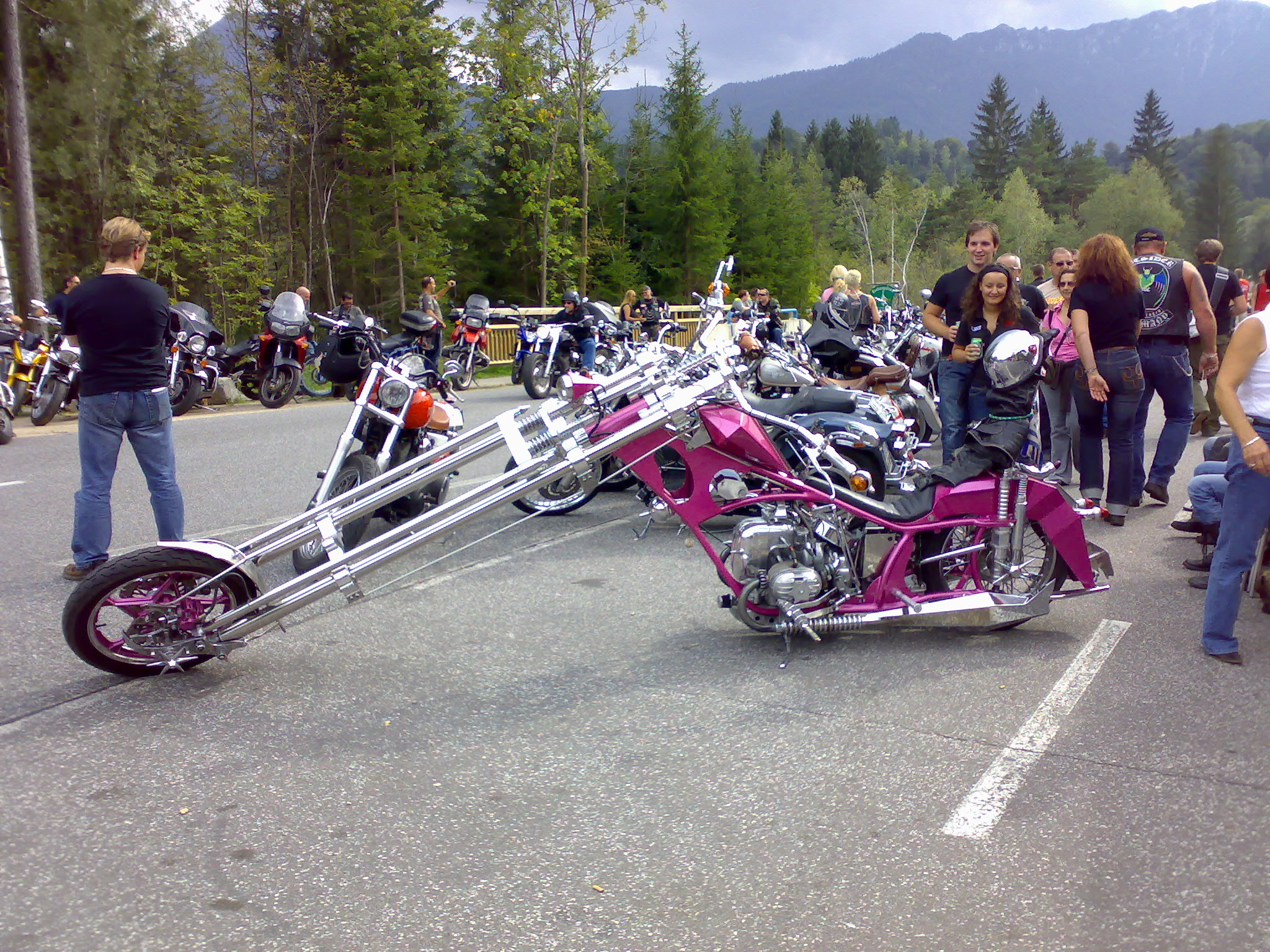
European Bike Week 2008

European Bike Week ist eine Veranstaltung am Faaker See, in Kärnten, Österreich. Dabei treffen sich jährlich Anfang September bis zu 40.000 Harley-Davidson-Fahrer und 50.000 Fans von Zweirädern aller Marken. 2014 wurde die bisherige Höchstmarke von 130.000 Teilnehmern erreicht.

## Hintergrund
Ein erstes Motorradtreffen am Faaker See fand 1998 statt und war zu dieser Zeit eine Jubiläumsveranstaltung von Harley-Davidson. Das erste Treffen fand mit 15.000 Teilnehmern statt. Als die Veranstaltung im nächsten Jahr fortgesetzt wurde, erhielt sie den Namen European Bike Week. In den nächsten Jahren wuchs sie von einer kleinen Veranstaltung zu der mittlerweile größten Veranstaltung der Rocker- und Biker-Szene Europas und zur drittgrößten Veranstaltung weltweit. Auch ist die Veranstaltung zwischenzeitlich auf zehn Tage erhöht worden.
Rund um den Faaker See werden Veranstaltungen aller Art in organisierten „Villages“, als auch im privaten Rahmen angeboten. Dazu gehört seit 2002 Ride-in-Bikeshow von Custom Chrome Europe mit Stuntshow. Auch Konzerte finden in der Woche statt. Beim ersten Harley-Davidson-Treffen 1998 spielte die amerikanische Band Bon Jovi vor 40.000 Zuschauern. 2012 traten unter anderem Monroes, die Kiss-Coverband Kiss Forever, die Rammstein-Coverband Stahlzeit sowie 10cc auf.

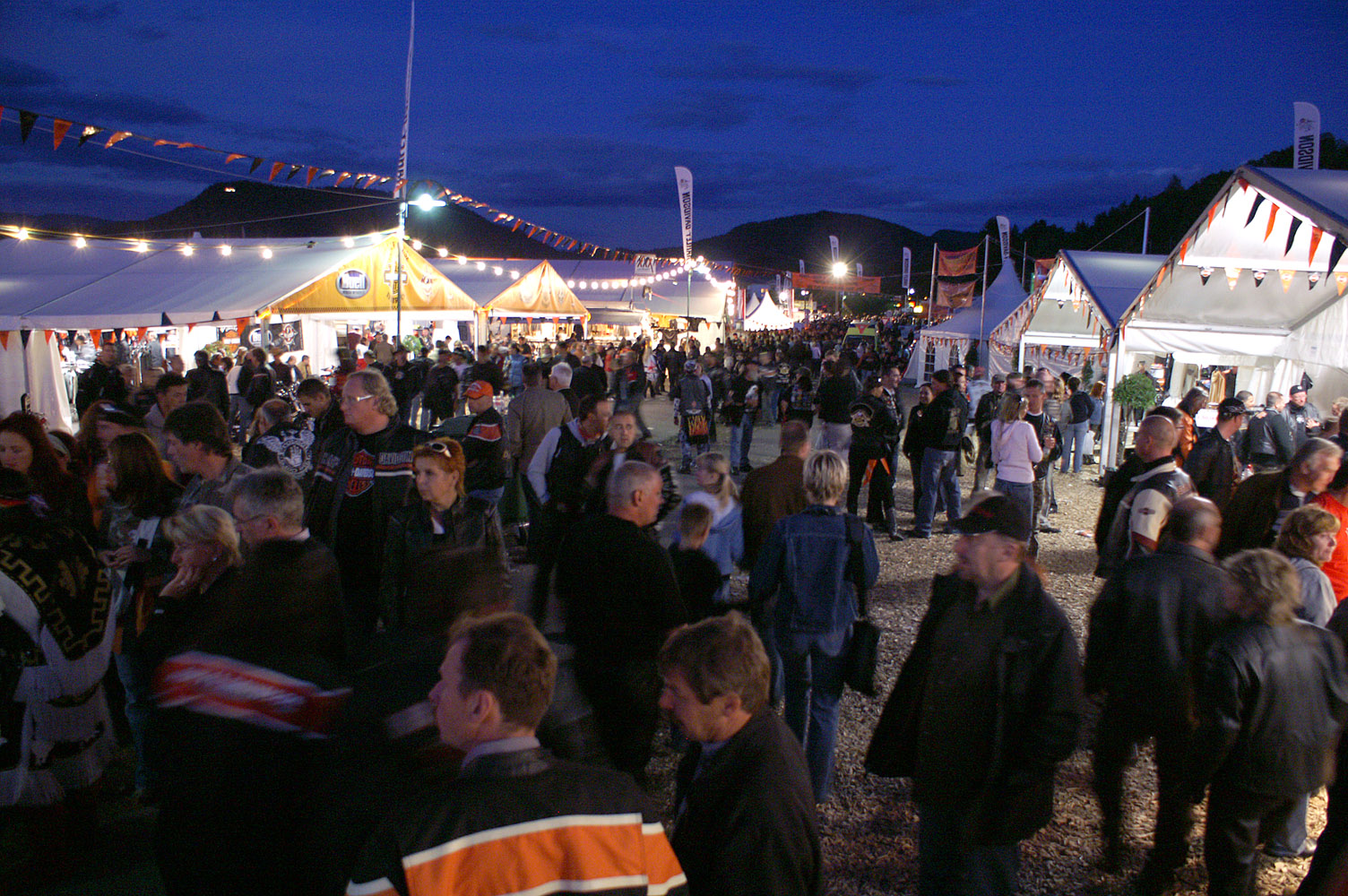
Harley Village

Zentrale Anlaufstelle ist das Harley-Village, wo sich der Zeltplatz sowie die offiziellen Harley-Davidson-Händler befinden. Auch die Outlaw-Szene hat ihren festen Platz auf der Veranstaltung.
Jährlicher Höhepunkt ist die Parade, bei der bis zu 25.000 Motorradfahrer eine gemeinsame Ausfahrt mit inzwischen sehr großer Medienpräsenz rund um den Faaker See unternehmen. Im Jahr 2012 kam es vermehrt zu Diebstählen, so wurden Motorräder im Wert von einer halben Million Euro gestohlen.